# Fussball-Europameisterschaft der Frauen 2022/Schweiz
Dieser Artikel behandelt die Schweizer Fussballnationalmannschaft der Frauen bei der Fussball-Europameisterschaft der Frauen 2022 in England. Die Schweiz nahm zum zweiten Mal an der Endrunde teil, schied aber wie 2017 nach der Vorrunde als Gruppendritter aus.

## Qualifikation
Die Schweiz, die seit der verpassten WM-Qualifikation vom Dänen Nils Nielsen trainiert wird, wurde für die Qualifikation in Gruppe H gelost und traf dabei auf Belgien, Rumänien, Kroatien sowie erstmals auf Litauen. Kurz vor Beginn der Qualifikation erklärte Rekordnationalspielerin Lara Dickenmann ihren Rücktritt aus der Schweizer Nationalmannschaft. Die Schweizerinnen begannen im Herbst 2019 mit vier Siegen ohne Gegentor, wobei Ana Maria Crnogorčević in jedem Spiel ein Tor erzielte. Im April 2020 sollte es dann eigentlich mit der Qualifikation mit dem ersten Spiel gegen Belgien weitergehen. Die COVID-19-Pandemie warf den Spielplan aber durcheinander, so dass es erst im September – nun aber ohne Zuschauer – weiterging. Im ersten Spiel nach der langen Pause erreichten sie in Kroatien nur ein 1:1, was letztlich dafür verantwortlich war, dass sie nach der Gruppenphase in die Play-offs mussten. Denn zwar konnten sie danach das Heimspiel gegen Belgien und in Rumänien gewinnen, verloren dann aber das letzte entscheidende Spiel in Löwen gegen Belgien mit 0:4. Damit waren sie nur Gruppenzweite und durch den Punktverlust in Kroatien sowie die schlechtere Tordifferenz nur viertbeste Gruppenzweite. Da nur die drei besten Gruppenzweiten, die erst Ende Februar 2021 feststanden, direkt für die Endrunde qualifiziert waren, mussten die Schweizerinnen in die Play-offs. Für diese wurden ihnen die Tschechinnen zugelost. Im ersten Spiel am 9. April 2021 in Chomutov gerieten sie nach einer torlosen ersten Halbzeit in der 49. Minute durch einen von Katerina Svitková verwandelten Strafstoss in Rückstand. Diesen konnte Crnogorčević erst in der Schlussminute durch einen ebenfalls verwandelten Strafstoss ausgleichen. Vier Tage später hätte den Eidgenossinnen aufgrund der Auswärtstorregel ein torloses Remis zum Erreichen der Endrunde gereicht, aber nach einer wieder torlosen ersten Halbzeit in Thun brachte erneut Svitková die Tschechinnen in der 51. Minute in Führung. Diese konnte zwar die in der 56. Minute eingewechselte Coumba Sow drei Minuten nach ihrer Einwechslung ausgleichen – dabei blieb es aber auch nach 90 Minuten und der damit notwendigen Verlängerung, so dass es zum Elfmeterschiessen kam. In diesem konnten die ersten beiden Schweizerinnen und die erste Tschechin ihren Elfmeter nicht verwandeln. Die nächsten drei Schweizerinnen, als Letzte Crnogorčević waren dann aber erfolgreich, wogegen nur noch zwei Tschechinnen trafen, die beiden Letzten, die tschechische Rekordnationalspielerin Lucie Martínková und die zweifache Play-off-Torschützin Svitková aber nicht. Damit waren die Schweizerinnen zum zweiten Mal für die Endrunde qualifiziert.
Insgesamt wurden von Trainer Nils Nielsen 26 Spielerinnen in der Qualifikation eingesetzt. Von denen kamen Crnogorčević und Ramona Bachmann in allen zehn Spielen zum Einsatz. Je einmal fehlten Eseosa Aigbogun, Malin Gut, Kapitänin Lia Wälti und Torhüterin Gaëlle Thalmann, die ausgerechnet vor dem entscheidenden Spiel gegen Belgien positiv auf COVID-19 getestet wurde und daher nicht mitspielen konnte.
Beste Torschützinnen der Qualifikation waren Crnogorčević (6 Tore) und Bachmann (5), die beim 1:1 gegen Kroatien ihr 50. Länderspieltor erzielte. Zwei Spielerinnen erzielten zwei und fünf Spielerinnen ein Tor. Zudem profitierten die Schweizerinnen von zwei Eigentoren litauischer Spielerinnen.
Ihre ersten Einsätze in der A-Nationalmannschaft hatten Svenja Fölmli im ersten Spiel der Qualifikation am 3. September 2019 (Einwechslung in der 78. Minute) und Riola Xhemaili beim 2:1 gegen Belgien (Einwechslung in der 2. Minute der Nachspielzeit).

### Tabelle
| Pl. | Land     | Sp. | S | U | N | Tore    | Diff. | Punkte |
| --- | -------- | --- | - | - | - | ------- | ----- | ------ |
| 1.  | Belgien  | 8   | 7 | 0 | 1 | 037:500 | +32   | 21     |
| 2.  | Schweiz  | 8   | 6 | 1 | 1 | 020:600 | +14   | 19     |
| 3.  | Rumänien | 8   | 4 | 0 | 4 | 003:160 | −13   | 12     |
| 4.  | Kroatien | 8   | 2 | 1 | 5 | 007:190 | −12   | 07     |
| 5.  | Litauen  | 8   | 0 | 0 | 8 | 001:320 | −31   | 0      |

| Datum                                                | Spielort     | Gegner   | Ergebnis  | Torschützinnen für die Schweiz                                                                            |
| ---------------------------------------------------- | ------------ | -------- | --------- | --- |
| 03.09.2019                                           | Schaffhausen | Litauen  | 4:0 (2:0) | Milda Liužinaitė (18./Eigentor), Fabienne Humm (47.), Ramona Bachmann (68.), Ana Maria Crnogorčević (79.) |
| 04.10.2019                                           | Šiauliai     | Litauen  | 3:0 (1:0) | Crnogorčević (35./Elfm.), Rahel Kiwic (66.), Vestina Neverdauskaitė (70./Eigentor)                        |
| 08.10.2019                                           | Thun         | Kroatien | 2:0 (2:0) | Crnogorčević (9.), Géraldine Reuteler (31.)                                                               |
| 12.11.2019                                           | Schaffhausen | Rumänien | 6:0 (2:0) | Bachmann (27., 45., 74.), Crnogorčević (65./Elfm.), Humm (81.), Svenja Fölmli 1 (88.)                     |
| 18.09.2020                                           | Zaprešić     | Kroatien | 1:1 (0:1) | Bachmann (74.)                                                                                            |
| 22.09.2020                                           | Thun         | Belgien  | 2:1 (0:1) | Malin Gut 1 (5.), Alisha Lehmann (63.)                                                                    |
| 27.10.2020                                           | Mogoșoaia    | Rumänien | 2:0 (1:0) | Coumba Sow (29.), Crnogorčević (79.)                                                                      |
| 01.12.2020                                           | Löwen        | Belgien  | 0:4 (0:2) | |
| Anmerkungen: - 1 Erstes Länderspieltor der Spielerin |              |          |           | |

### Playoffspiele
|                           | Ergebnis                        |            |
| ------------------------- | ------------------------------- | ---------- |
| 9. April 2021 in Chomutov |                                 |            |
| Tschechien                | 1:1 (0:0)                       | Schweiz    |
| 13. April 2021 in Thun    |                                 |            |
| Schweiz                   | 1:1 n. V. (1:1, 0:0); 3:2 i. E. | Tschechien |
| Gesamt:                   |                                 |            |
| Schweiz                   | 2:2; 3:2 i. E.                  | Tschechien |

Torschützinnen für die Schweiz:
- 1. Spiel: Ana Maria Crnogorčević (90./Elfm.)
- 2. Spiel: Coumba Sow (59.)

## Vorbereitung
Nach der erfolgreichen Qualifikation konnten die Schweizerinnen in der im September 2021 begonnenen Qualifikation für die WM 2023 die ersten sechs Spiele gewinnen, darunter das Spiel in Italien gegen den härtesten Konkurrenten.
Während der EM wird die Schweiz ihr Team-Quartier in Leeds aufschlagen.
Im Jahr der EM-Endrunde fanden bisher folgende Spiele statt, bzw. sind geplant:
| Datum      | Ergeb- nis | Gegner      | Austragungsort | Anlass                                       | Schweizer Torschützinnen        |
| 20.02.2022 | 2:2        | Nordirland  | Marbella (ESP) | inoff. Testspiel (mehr als 6 Auswechslungen) | Ramona Bachmann, Alisha Lehmann |
| 23.02.2022 | 0:3        | Österreich  | Marbella (ESP) | Testspiel                                    |                                 |
| 08.04.2022 | 1:1        | Rumänien    | Bukarest (ROU) | WM-Qualifikation                             | Rahel Kiwic                     |
| 12.04.2022 | 0:1        | Italien     | Thun           | WM-Qualifikation                             |                                 |
| 24.06.2022 | 0:7        | Deutschland | Erfurt (DEU)   | Testspiel                                    |                                 |
| 30.06.2022 | 0:4        | England     | Zürich         | Testspiel                                    |                                 |

### EM-Kader
Am 2. Juni wurden für die ersten beiden Vorbereitungsphasen vom 7. bis 10. Juni und 13. bis 18. Juni zwei Kader benannt. Mit "*" markierte Spielerinnen standen im 1. Kader, aus dem neun Spielerinnen noch in den zweiten Kader gelangen konnten. Die anderen Spielerinnen standen im zweiten Kader. Am 10. Juni schafften Vanessa Bernauer und Nina Stapelfeldt den Sprung in den zweiten Kader. Sie wurden dann aber nicht für den endgültigen Kader berücksichtigt, der am 21. Juni benannt wurde. Am 27. Juni wurde bekannt, dass Ella Touon für die EM-Endrunde ausfällt und durch Nadine Riesen ersetzt wird.
| Nr.        | Spielerin               | Geburts- datum     | Länder- spiele | Länder- spieltore | Verein                      | Debüt              | Letzter Einsatz vor der EM | EM-Spiele,-Tore | EM 2022 | EM 2022 | EM 2022     | EM 2022         | EM 2022    |
| Nr.        | Spielerin               | Geburts- datum     | Länder- spiele | Länder- spieltore | Verein                      | Debüt              | Letzter Einsatz vor der EM | EM-Spiele,-Tore | Sp.     | Tor     | Gelbe Karte | Gelb-Rote Karte | Rote Karte |
| Tor        | Tor                     | Tor                | Tor            | Tor               | Tor                         | Tor                | Tor                        | Tor             | Tor     | Tor     | Tor         | Tor             | Tor        |
| ---------- | ----------------------- | ------------------ | -------------- | ----------------- | --------------------------- | ------------------ | -------------------------- | --------------- | ------- | ------- | ----------- | --------------- | ---------- |
| 21         | Seraina Friedli*        | 20. März 1993      | 010            | 0                 | FC Aarau Frauen             | 10. März 2020      | 30. Juni 2022              | 0               |         |         |             |                 |            |
| 12         | Livia Peng              | 14. März 2002      | 000            | 0                 | FC Zürich Frauen            | –                  | –                          |                 |         |         |             |                 |            |
| 01         | Gaëlle Thalmann*        | 18. Januar 1986    | 096            | 0                 | Betis Sevilla               | 17. Juni 2007      | 24. Juni 2022              | 3               | 3       |         |             |                 |            |
| Abwehr     |                         |                    |                |                   |                             |                    |                            |                 |         |         |             |                 |            |
| 19         | Eseosa Aigbogun         | 23. Mai 1993       | 081            | 03                | Paris FC                    | 21. September 2013 | 30. Juni 2022              | 3               | 3       |         | 1           |                 |            |
| 15         | Luana Bühler*           | 28. April 1996     | 029            | 0                 | TSG 1899 Hoffenheim         | 28. Februar 2018   | 30. Juni 2022              |                 | 2       |         |             |                 |            |
| 18         | Viola Calligaris*       | 17. März 1996      | 033            | 03                | UD Levante                  | 9. März 2016       | 30. Juni 2022              | 1               | 3       |         | 1           |                 |            |
| 14         | Rahel Kiwic             | 5. Januar 1991     | 081            | 13                | FC Zürich Frauen            | 4. März 2012       | 24. Juni 2022              | 2               | 2       | 1       |             |                 |            |
| 05         | Noelle Maritz*          | 23. Dezember 1995  | 093            | 01                | Arsenal Women FC            | 6. März 2013       | 30. Juni 2022              | 3               | 3       |         |             |                 |            |
| 03         | Lara Marti*             | 21. September 1999 | 010            | 0                 | Bayer 04 Leverkusen         | 14. Juni 2019      | 30. Juni 2022              |                 | 1       |         |             |                 |            |
| 04         | Rachel Rinast*          | 2. Juni 1991       | 044            | 03                | 1. FC Köln                  | 4. März 2015       | 30. Juni 2022              | 1               | 1       |         |             |                 |            |
| 02         | Julia Stierli           | 3. April 1997      | 021            | 0                 | FC Zürich Frauen            | 15. September 2017 | 12. April 2022             |                 | 1       |         |             |                 |            |
| Mittelfeld |                         |                    |                |                   |                             |                    |                            |                 |         |         |             |                 |            |
| 08         | Sandy Maendly           | 4. April 1988      | 086            | 12                | Servette FC Chênois Féminin | 22. April 2006     | 30. Juni 2022              |                 | 3       |         |             |                 |            |
| 16         | Sandrine Mauron *       | 19. Dezember 1996  | 023            | 02                | Eintracht Frankfurt         | 9. März 2016       | 30. Juni 2022              | 0               | 2       |         |             |                 |            |
| 06         | Géraldine Reuteler*     | 21. April 1999     | 043            | 07                | Eintracht Frankfurt         | 3. März 2017       | 30. Juni 2022              | 2               | 3       | 1       | 1           |                 |            |
| 22         | Nadine Riesen*          | 11. April 2000     | 002            | 0                 | FC Zürich Frauen            | 14. Juni 2019      | 14. Januar 2020            |                 | 1       |         |             |                 |            |
| 11         | Coumba Sow              | 27. August 1994    | 025            | 08                | Paris FC                    | 13. November 2018  | 30. Juni 2022              |                 | 3       | 1       |             |                 |            |
| 13         | Lia Wälti*              | 19. April 1993     | 099            | 05                | Arsenal Women FC            | 21. August 2011    | 30. Juni 2022              | 3               | 3       |         |             |                 |            |
| 07         | Riola Xhemaili*         | 5. März 2003       | 015            | 02                | SC Freiburg                 | 22. September 2020 | 30. Juni 2022              |                 | 1       |         |             |                 |            |
| Angriff    |                         |                    |                |                   |                             |                    |                            |                 |         |         |             |                 |            |
| 10         | Ramona Bachmann         | 25. Dezember 1990  | 123            | 53                | Paris Saint-Germain         | 15. Juni 2007      | 30. Juni 2022              | 3,1             | 3       | 1       |             |                 |            |
| 09         | Ana Maria Crnogorčević* | 3. Oktober 1990    | 135            | 67                | FC Barcelona                | 13. August 2009    | 30. Juni 2022              | 3,1             | 3       |         |             |                 |            |
| 17         | Svenja Fölmli*          | 19. August 2002    | 017            | 04                | SC Freiburg                 | 3. September 2019  | 24. Juni 2022              |                 | 1       |         |             |                 |            |
| 20         | Fabienne Humm           | 20. Dezember 1986  | 072            | 24                | FC Zürich Frauen            | 26. Mai 2012       | 30. Juni 2022              | 2               | 2       |         |             |                 |            |
| 23         | Meriame Terchoun        | 27. Oktober 1995   | 015            | 02                | FC Zürich Frauen            | 22. September 2015 | 30. Juni 2022              | 1               |         |         |             |                 |            |

Anmerkungen: Positionen gemäß Zuordnung des Schweizer Verbandes. Die UEFA ordnet die Spielerinnen teilweise anderen Positionen zu.
1. ↑  Nummern bei der Endrunde
2. 1 2  Stand: 30. Juni 2022
3. ↑  Stand: Juni 2022
4. ↑  alle 2017, 0 = EM-Teilnahme ohne Einsatz

An der Vorbereitung nahmen auch teil bzw. standen auf Abruf (A):
| Spielerin             | Geburts- datum     | Länder- spiele | Länder- spieltore | Verein                      | Debüt              | Letzter Einsatz    |
| Tor                   | Tor                | Tor            | Tor               | Tor                         | Tor                | Tor                |
| --------------------- | ------------------ | -------------- | ----------------- | --------------------------- | ------------------ | ------------------ |
| Elvira Herzog* (A)    | 5. März 2000       | 003            | 0                 | 1. FC Köln                  | 14. Juni 2019      | 1. Dezember 2020   |
| Abwehr                |                    |                |                   |                             |                    |                    |
| Thaïs Hurni* (A)      | 20. Juni 1998      | 006            | 0                 | Servette FC Chênois Féminin | 2. März 2018       | 23. Februar 2022   |
| Naomi Mégroz* (A)     | 6. August 1998     | 013            | 01                | FC Zürich Frauen            | 1. März 2017       | 10. März 2020      |
| Nina Stapelfeldt*     | 13. April 1995     | 001            | 0                 | ASJ Soyaux                  | 29. Mai 2019       | 29. Mai 2019       |
| Ella Touon*           | 7. August 2003     | 001            | 0                 | SGS Essen                   | 21. September 2021 | 21. September 2021 |
| Mittelfeld            |                    |                |                   |                             |                    |                    |
| Vanessa Bernauer*     | 23. März 1988      | 091            | 07                | AS Rom                      | 25. Februar 2006   | 23. Februar 2022   |
| Stefanie da Eira* (A) | 25. September 1992 | 004            | 0                 | Betis Sevilla               | 17. September 2021 | 23. Februar 2022   |
| Malin Gut*            | 1. August 2000     | 014            | 01                | Grasshopper Club Zürich     | 5. Oktober 2018    | 13. April 2021     |
| Sally Julini* (A)     | 1. Januar 2003     | 004            | 0                 | EA Guingamp                 | 17. September 2021 | 23. Februar 2022   |
| Seraina Piubel* (A)   | 2. Juni 2000       | 001            | 0                 | FC Zürich Frauen            | 26. Oktober 2021   | 26. Oktober 2021   |
| Angriff               |                    |                |                   |                             |                    |                    |
| Irina Pando*          | 24. Juli 1995      | 009            | 02                | Bayer 04 Leverkusen         | 4. März 2019       | 23. Februar 2022   |

1. 1 2  Stand: 12. April 2022
2. ↑  Stand: Juni 2022

## Endrunde
Bei der Auslosung am 28. Oktober 2021 wurde die Schweiz in die Gruppe mit Titelverteidiger Niederlande, Schweden sowie Russland 1 gelost. Gegen die Niederlande zählt der Schweizer Fussballverband zwei Siege, sechs Remis und 16 Niederlagen. Zuletzt konnten die Schweizerinnen im Oktober 2002 ein Spiel gegen die Niederländerinnen gewinnen. Gegen Schweden konnten die Eidgenossinnen erst einmal gewinnen – im April 2015, zehn Spiele wurden verloren. Der schwedische Verband zählt zudem zwei weitere Siege der Schwedinnen. Am 2. Mai erklärte die UEFA, dass Portugal aufgrund des russischen Überfalls auf die Ukraine den Platz der russischen Mannschaft bei der EM-Endrunde erhält. Portugal war in den Play-Offs an Russland gescheitert. Gegen Portugal konnten die Schweizerinnen von neun Spielen fünf gewinnen, ein Spiel endete remis, dreimal gewannen die Portugiesinnen – zuletzt im Februar 2015 in einem Freundschaftsspiel.

### Gruppenspiele
| Pl. | Land        | Sp. | S | U | N | Tore    | Diff. | Punkte |
| --- | ----------- | --- | - | - | - | ------- | ----- | ------ |
| 1.  | Schweden    | 3   | 2 | 1 | 0 | 008:200 | +6    | 07     |
| 2.  | Niederlande | 3   | 2 | 1 | 0 | 008:400 | +4    | 07     |
| 3.  | Schweiz     | 3   | 0 | 1 | 2 | 004:800 | −4    | 01     |
| 4.  | Portugal    | 3   | 0 | 1 | 2 | 004:100 | −6    | 01     |

|                                                                             |   |             |           |
| Sa., 9. Juli 2022 um 17:00 Uhr (18:00 MESZ) in Leigh (Leigh Sports Village) |   |             |           |
| Portugal                                                                    | – | Schweiz     | 2:2 (0:2) |
| 13. Juli 2022 in Sheffield (Bramall Lane)                                   |   |             |           |
| Schweden                                                                    | – | Schweiz     | 2:1 (0:0) |
| 17. Juli 2022 in Sheffield (Bramall Lane)                                   |   |             |           |
| Schweiz                                                                     | – | Niederlande | 1:4 (0:0) |